# 117 f.Kr.

## Händelser

### Efter plats

#### Romerska republiken
- Lucius Caecilius Metellus Diadematus och Q. Mucius Scaevola är årets konsuler i Rom.

## Födda
- Ptolemaios XII, farao av Egypten